# 人民卫生出版社
人民卫生出版社（简称人卫）是中华人民共和国国家卫生健康委员会直属的出版社，是中国规模最大的医学专业出版机构。

## 歷史
人民卫生出版社成立于1953年6月1日，归属国家卫生健康委员会、中共中央宣傳部、财政部、教育部等国家部委的领导，已累计出版图书2万余种，主要有医学教材、参考书和医学科普读物等，涵盖现代医药学和中国传统医药学的所有领域。ISBN以978-7-117开头。1995年起出版音像制品和电子出版物，2002年3月成立了下属企业人民卫生电子音像出版社。主办有三种医学期刊：《中国医刊》、《中国临床医生》、《生活与健康》。